# Prisoja (gmina Podgorica)
Prisoja (cyr. Присоја) – wieś w Czarnogórze, w gminie Podgorica. W 2011 roku liczyła 12 mieszkańców.